# Ricardo Villa

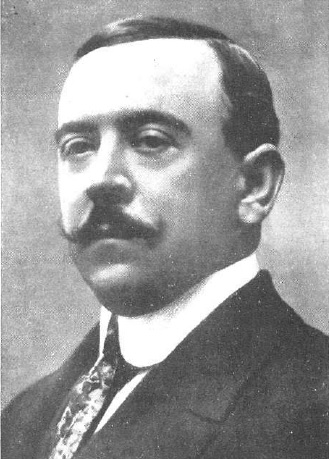

Ricardo Villa González, född 23 oktober 1873 i Madrid, död där 10 april 1935, var en spansk musiker.
Villa var dirigent vid kungliga operan i Madrid och en av sin tids främsta spanska musiker. Han komponerade bland annat operor, operetter (Zarguelos), symfonisk diktning och annan orkestermusik, Fantasia Española for piano och orkester och en Misa solemne.